# Learning Ladder Prize
Learning Ladder Prize är ett årligen utdelat pris som tilldelas en levande svensk person för betydande insatser inom spridning av kunskap av stor betydelse för hälsa, ekosystem, fred och/eller demokrati. Priset delades ut mellan 2013 och 2020 och är nu vilande. Bland mottagarna finns 2022 års Nobelpristagare i fysiologi/medicin Svante Pääbo. 2021 delades inget pris ut p.g.a. oenighet i juryn och inför 2022 års pris avled styrelsens ordförande, den tidigare pristagaren Love Ekenberg. Initiativet kring priset gick därefter tillbaka till instiftaren och tidigare ordföranden, konstnären och designern Lennart Stense. Learning Ladder Prize har en rådgivande grupp, inkluderande tidigare pristagare, samt en styrelse som väljer pristagarna utifrån ett nominerings- och röstningsförfarande efter samråd med rådsgruppen. 

## Pristagare
- Anders Wall (2013)
- Svante Pääbo (2014)[4]
- Hans Rosling (2015)
- Maria Strømme (2016)[5]
- Love Ekenberg (2017)[6]
- Agnes Wold (2018)[7]
- Amineh Kakabaveh (2019)[8]
- Johan Rockström (2020)

## Rådsgrupp
Består av tidigare pristagare samt medlemmar rekommenderade av styrelsen eller pristagarna.
- Anders Wall
- Svante Pääbo
- Agneta Rosling
- Maria Strømme
- Agnes Wold
- Amineh Kakabaveh
- Patrik Ernby, domare
- Christer Holm, advokat
- Jimmy Järvenpää, domare
- Bruno Niklasson, entreprenör
- Robert Thoor, psykiater/överläkare
- Stig Sundberg, Japankännare
- Christer von der Burg, entreprenör
- Per Jettman, entreprenör
- Holger Gross, jazzmusiker